# Thankful (álbum de Mary Mary)
Thankful é o álbum de estreia de Mary Mary, que foi lançado no dia 2 de Maio de 2000, pela gravadora Columbia Records.

## Faixas
Edição padrão
1. "Thankful"
2. "I Sings" - (com BB Jay)
3. "What a Friend"
4. "Shackles (Praise You)"
5. Can't Give Up Now
6. "Be Happy"
7. "Joy"
8. "I Got It"
9. "Somebody"
10. "Good to Me" (com Destiny's Child)
11. "One Minute"
12. Still My Child"
13. "Still My Child Interlude"
14. "Wade in the Water"

## Desempenho
| Tabelas musicais (2000)                     | Melhor posição |
| ------------------------------------------- | -------------- |
| Estados Unidos - Billboard 200              | 59             |
| Estados Unidos - Top R&B/Hip-Hop Albums     | 22             |
| Estados Unidos - Top Contemporary Christian | 1              |
| Estados Unidos - Top Gospel Albums          | 1              |